# Mroga Dolna (gmina)
Mroga Dolna (od 1953 Rogów) – dawna gmina wiejska istniejąca do 1953 roku w woj. łódzkim. Nazwa gminy pochodzi od wsi Mroga Dolna, lecz siedzibą władz gminy był Rogów.
W okresie międzywojennym gmina Mroga Dolna należała do powiatu brzezińskiego w woj. łódzkim. Po wojnie gmina zachowała przynależność administracyjną. Według stanu z 1 lipca 1952 roku gmina składała się z 19 gromad: Bielanki, Bronowice, Józefów, Kiełbasa, Kołacin, Kołacinek, Kotulin, Koziołki, Marianów, Mroga Dolna, Olsza, Popień, Przecław, Rogów, Rogów Stacja, Stefanów, Syberia, Wągry A i Wągry B.
21 września 1953 roku jednostka o nazwie gmina Mroga Dolna została zniesiona przez przemianowanie na gminę Rogów.